# Refractario (ciencia planetaria)
En la ciencia planetaria, cualquier material que tenga una temperatura de condensación de equilibrio relativamente alta se llama refractario. Lo contrario de refractario es volátil.
El grupo refractario incluye elementos y compuestos como metales y silicatos (comúnmente denominados rocas) que forman la mayor parte de la masa de los planetas terrestres y asteroides en el cinturón interno. Una fracción de la masa de otros asteroides, planetas gigantes, sus lunas y objetos trans-neptunianos también está hecha de material refractario.

## Clasificación
Los elementos refractarios se pueden dividir en varias categorías:
- El superrefractario que tiene temperaturas de condensación superiores a 1700 K (Re, Os, W, Zr y Hf);
- Refractario con temperaturas de condensación entre 1500–1700 K (Al, Sc, Ca, Ti, Th, Lu, Tb, Dy, Ho, Er, Tm, Ir, Ru, Mo, U, Sm, Nd y La);
- Moderadamente refractario con temperaturas de condensación de 1300 a 1500 K (Nb, Be, V, Ce, Yb, Pt, Fe, Co, Ni, Pd, Mg, Eu, Si, Cr);
- Moderadamente volátil con temperaturas en el rango de 1100–1300 K (Au, P, Li, Sr, Mn, Cu y Ba);
- Volátil-700-1100 K (Rb, Cs, K, Ag, Na, B, Ga, Sn, Se y S) y
- Muy volátil: menos de 700 K (Pb, In, Bi y Tl). Esta temperatura está cerca de la temperatura de condensación de troilita (FeS).

Las temperaturas de condensación son las temperaturas a las que el 50% del elemento estará en forma de un sólido (roca) bajo una presión de 10−4 bar. Sin embargo, a veces se utilizan grupos y rangos de temperatura ligeramente diferentes. Los elementos refractarios a menudo también se dividen en  litófilos (afines a los silicatos, propios de la corteza) y siderófilos (afines al hierro, propios del núcleo).